# Aeroporto di Radom-Sadków
L'Aeroporto di Varsavia-Radom. Eroi di Radom giugno 1976 (IATA: RDO, ICAO: EPRA) è un aeroporto polacco situato a 100 km a sud di Varsavia ed a 78 km a nord di Kielce.